# Mecodinops relata
Mecodinops relata är en fjärilsart som beskrevs av Walker 1858. Mecodinops relata ingår i släktet Mecodinops och familjen nattflyn. Inga underarter finns listade i Catalogue of Life.